# Vachellia pallidifolia
Vachellia pallidifolia là một loài thực vật có hoa trong họ Đậu. Loài này được (Tindale) Kodela mô tả khoa học đầu tiên năm 2006.